# 南アフリカ共和国の政党
南アフリカ共和国の政党(みなみアフリカきょうわこくのせいとう)では、南アフリカ共和国における政党について説明する。

## 南アフリカの政党制
アパルトヘイト（人種隔離政策）廃止後の南アフリカでは、国民党とアフリカ民族会議が有力であったが、人口の大多数を占める黒人層の支持を得たアフリカ民族会議（ANC）が政権与党として存続しつづけ、結果として民主的ではあるがアフリカ民族会議が長期間、与党となる一党優位政党制と見なされる。また2004年総選挙の時は、7割近い得票で圧勝していたが、次回以降の選挙では経済停滞と高失業率を背景に得票率が低下し、2019年総選挙では57.50%と6割を切り、2024年総選挙では40.18%と半数を切り、与党としての立場は維持されたものの、他党（2024年6月14日時点で民主同盟（DA）との連立が確定）と連立する形となった。そして、憲法改正の際、国会議員の3分の2以上の賛成が必要となるため、憲法改正させるためにアフリカ民族会議が連立与党含め他党との協力が必要である。
主要政党としてANCの他、アパルトヘイトに反対していた白人リベラル政党を起源とする民主同盟（DA）、汚職で大統領を辞任したジェイコブ・ズマによって2023年12月に誕生した民族の槍（MK）、ジュリアス・マレマを初めANCを除名された人たちで2013年7月に結成された経済的解放の戦士（EFF）の4党が存在し、ANCは全人口の8割を占める黒人層の大部分、DAは白人層とカラード（混血の社会層）からそれぞれ強い支持を受けているが、MKとEFFはANCと支持基盤が競合している。

## 政党の一覧

### 議会に議席を有する政党
2024年5月29日の南アフリカ国民会議総選挙で議席を得た政党は以下の通り:
- アフリカ・キリスト教民主党（英語版） (African Christian Democratic Party、ACDP) 社会保守主義、中道右派
- アクションSA（英語版） (AActionSA)中道右派、古典的自由主義、リバタリアニズム、ヨハネスブルグ元市長のハーマン・マシャバが民主同盟（DA）を離脱して2020年8月29日に設立。
- アフリカ独立会議（英語版）（African Independent Congress、AIC）
- アフリカ民族会議 (African National Congress、ANC) 民主社会主義、左翼民族主義[6]
- アフリカ変革運動（英語版）（African Transformation Movement、ATM）右翼、キリスト教民主主義
- アル・ジャマア（英語版） (Al Jama-ah、ALJAMA) イスラム主義、イスラム教民主主義
- 南アフリカをひとつに（英語版） (Build One South Africa、BOSA)　リベラリズム、民主同盟の元党首であるミュシ・マイマネ（英語版）（民主同盟で初の黒人党首）が 2022年9月24日に立ち上げた政党である。
- 国民会議 (人民会議、Congress of the People、COPE)進歩主義、中道左派
- 民主同盟 (Democratic Alliance、DA) 中道、社会自由主義
- 経済的解放の闘士(Economic Freedom Fighters、EFF) 極左、マルクス・レーニン主義
- 自由戦線プラス（英語版） (Vryheidsfront+、Freedom Front +、FF+) 右翼
- グッド（英語版） (Good、GOOD) 社会民主主義、環境主義
- インカタ自由党 (Inkatha Freedom Party、IFP) ポピュリズム、中道主義
- 民族の槍（uMkhonto weSizwe、MK）左派ポピュリズム、ズールー民族主義者、反外国人
- パンアフリカニスト会議（英語版） (汎アフリカ主義会議、Pan Africanist Congress、PAC) 汎アフリカ主義、左翼民族主義
- ライズ・ムザンシ（英語版） (ライズ・ムザンシ、Rise Mzansi、RISE) 社会民主主義政党を自称しているが新自由主義
- 統一民主運動（英語版） (United Democratic Movement、UDM) 社会民主主義、中道左派

### 議会に議席を有しない政党
- A Party
- アフリカ人民会議（英語版） (African Peoples' Convention、APC) 汎アフリカ主義、左翼
- 南アフリカ建設（英語版）（Agang SA）
- アフリカ独立会議（英語版）（African Independent Congress、AIC）
- 所得税高利廃止党 (Abolition of Income Tax and Usury Party)
- アフリカ・イスラム党アフリカ・ムスリム党 (Africa Muslim Party)
- アフリカ・キリスト教同盟 (African Christian Alliance)
- アフリカ独立会議 (African Independent Congress)
- アフリカーナー国民党 (アフリカーナー民族党、Afrikaner Volksparty)
- 民主繁栄同盟 (Alliance for Democracy and Prosperity)
- 共同体変化同盟 (Alliance for Community Transformation)
- 自由民主同盟 [7] (Alliance of Free Democrats)
- A-Party[8]
- アザニア人民機構 (Azanian People's Organisation、AZAPO) 社会主義、左翼民族主義
- ブール分離主義者 (ボーア分離主義者、Boere Separatiste、Boer Separatists)
- ブール国家党 (ボーア国家党、Boerestaat Party)
- Boere-Vryheidsbeweging
- 黒人意識党 (Black Consciousness Party)
- 黒人人民会議 (Black People's Convention)
- ケープ党[9] (Cape Party)
- ケープ人民会議 (Cape People's Congress)
- キリスト教民主同盟 (Christian Democratic Alliance)
- キリスト教民主党 (Christian Democratic Party)
- キリスト教戦線 (Christian Front)
- キリスト教党 (Christen Party/Christian Party)
- 南アフリカ共産党マルクス・レーニン主義 (Communist Party of South Africa (Marxist-Leninist))
- 民主社会運動 (CWI) (Democratic Socialist Movement (CWI))
- Dikwankwetla Party
- 経済自由運動 (Economic Freedom Movement)
- 南アフリカ雇用運動 (Employment Movement of South Africa)
- eThekwini ECOPEACE
- 民主連合 (Federation of Democrats)
- 神の人民党 [10] (神の国民党、God's People's Party)
- 南アフリカ大会議 (Great Kongress of South Africa)
- 南アフリカ緑の党 (Green Party of South Africa、GPSA)
- Herstigte Nasionale Party
- 独立アフリカ運動 (Independent African Movement)
- Izwi Lethu Party
- Keep It Straight And Simple Party
- 少数派戦線(Minority Front、MF) Pro-Indian community
- 穏健独立党 (Moderate Independent Party)
- 運動民主党 (Movement Democratic Party)
- Nasionale Aksie
- 国民同盟 [11] (National Alliance)
- 国民民主会議 (National Democratic Convention、NADECO) 保守主義、中道右派
- 国民自由党（英語版）（National Freedom Party、NFP）
- 南アフリカ国民党 (National Party of South Africa、NP)
- 国家人民党 [12] (National Peoples Party)
- 新労働党 (New Labour Party、NLP)
- 新ビジョン党 (New Vision Party)
- Orde Boerevolk
- 組織党 (The Organisation Party)
- パンアフリカニスト運動 (汎アフリカ運動、Pan Africanist Movement)
- 平和正義会議 (平和公正会議、Peace and Justice Congress)
- 死刑賛成党 (Pro-death Penalty Party)
- 王党派進歩派 (Royal Loyal Progress)
- Sindawonye Progressive Party
- アザニア社会党 (Socialist Party of Azania)
- 南アフリカ事業党 (South African Business Party)
- 南アフリカ民主会議 (South African Democratic Congress、Sadeco)
- 南アフリカ政党 (South African Political Party)
- 統一キリスト教民主党 (United Christian Democratic Party、UCDP) キリスト教民主主義、中道主義
- 統一独立戦線 (United Independent Front)
- 南アフリカ統一党 (United Party of South Africa)
- 統一戦線 (United Front)
- 世界党 (ユニバーサル党、Universal Party)
- 女性前衛[13] (Women Forward)
- 労働者国際前衛連盟 (Workers International Vanguard League)
- 社会行動労働機構 (社会主義行動労働者機構、Workers Organization for Socialist Action)
- Ximoko Party

### かつて存在した政党
- アフリカーナー統一運動 (Afrikaner Eenheids Beweging、AEB)
- アフリカーナー党 (Afrikaner Party、AP)
- アフリカ政治機構 (African Political Organisation、APO)
- 保守党 (Conservative Party、CP)
- 民主党 (Democratic Party、DP)
- 自治領党 (ドミニオン党、Dominion Party)
- 連邦同盟 (Federal Alliance)
- 連邦党 (Federal Party、FP)
- 自由戦線 (Freedom Front、FF)
- 独立民主同盟(独立民主主義者、Independent Democrats、ID) 社会民主主義、中道主義。2014年総選挙にてDAに合流。
- 労働党Labour Party (Labour Party)
- 労働党 (ヘンドリクス) (Labour Party (Hendrikse)、カラード)
- 国民党 (National Party、NP)
- 新国民党 (New National Party、NNP)
- 新共和党 (New Republic Party)
- 進歩連邦党 (Progressive Federal Party、PFP)
- 進歩党 (Progressive Party)
- 進歩改革党 (Progressive Reform Party)
- 改革党 (Reform Party)
- 南アフリカ自由党 (South African Liberal Party)
- 南アフリカ党 (South African Party、SAP)
- サッカー党 (Soccer Party (South Africa)、SOCCER Party、Sports Organization for Collective Contributions、総合的貢献スポーツ機構)
- 統一南アフリカ党 (United South African Party、統一党、Unionist Partyとも)
- 統一党 (United Party、UP)